# Stăuceni, Cozmeni
Stăuceni (în ucraineană Ставчани, transliterat: Stavceanî și în germană Stawczan) este un sat reședință de comună în raionul Cozmeni din regiunea Cernăuți (Ucraina). Are 2,168 locuitori, preponderent ucraineni (ruteni).
Satul este situat la o altitudine de 235 metri, pe malul pârâului Sovița, în partea de centru-nord a raionului Cozmeni.

## Istorie
Localitatea Stăuceni a făcut parte încă de la înființare din regiunea istorică Bucovina a Principatului Moldovei. Prima atestare documentară a localității datează din 4 martie 1652. După anexarea Bucovinei de către Imperiul Habsburgic în anul 1775, localitatea Stăuceni a făcut parte din Ducatul Bucovinei, guvernat de către austrieci, făcând parte din districtul Cozmeni (în germană Kotzmann). Din 1857, funcționa la Stăuceni o școală cu 5 clase.
După Unirea Bucovinei cu România la 28 noiembrie 1918, satul Stăuceni a făcut parte din componența României, în Plasa Șipenițului a județului Cernăuți. Pe atunci, majoritatea populației era formată din ucraineni, existând și o comunitate de români.
Ca urmare a Pactului Ribbentrop-Molotov (1939), Bucovina de Nord a fost anexată de către URSS la 28 iunie 1940, reintrând în componența României în perioada 1941-1944. Apoi, Bucovina de Nord a fost reocupată de către URSS în anul 1944 și integrată în componența RSS Ucrainene. 
Începând din anul 1991, satul Stăuceni face parte din raionul Cozmeni al regiunii Cernăuți din cadrul Ucrainei independente. Conform recensământului din 1989, din 2.250 locuitori, 2.236 s-au declarat de etnie ucraineană, 13 de etnie rusă și unul de altă etnie . În prezent, satul are 2.168 locuitori, preponderent ucraineni.

## Demografie
Componența lingvistică a comunei Stăuceni
     Ucraineană (99,31%)
     Alte limbi (0,65%)
Conform recensământului din 2001, majoritatea populației comunei Stăuceni era vorbitoare de ucraineană (99,31%), existând în minoritate și vorbitori de alte limbi.
1930: 2.395 (recensământ)
1989: 2.250 (recensământ)
2007: 2.168 (estimare)

### Recensământul din 1930
Componența etnică a comunei Stăuceni (județul Cernăuți)
     Români (1,21%)
     Ruteni (88,35%)
     Evrei (8,01%)
     Polonezi (1,5%)
     Altă etnie (0,93%)
Componența confesională a comunei Stăuceni
     Ortodocși (86,83%)
     Romano-catolici (1,62%)
     Mozaici (8,01%)
     Baptiști (1,75%)
     Altă religie (2,24%)
Conform recensământului efectuat în 1930, populația comunei Stăuceni se ridica la 2.395 locuitori. Majoritatea locuitorilor erau ruteni (88,35%), cu o minoritate de români (1,21%), una de evrei (8,01%) și una de polonezi (1,50%). Alte persoane s-au declarat: turci (1 persoană), germani (20 de persoane) și ruși (1 persoană). Din punct de vedere confesional, majoritatea locuitorilor erau ortodocși (86,83%), dar existau și mozaici (8,01%), romano-catolici (1,62%) și baptiști (1,75%). Alte persoane au declarat: evanghelici\luterani (16 persoane), adventiști (23 de persoane), greco-catolici (13 persoane) și musulmani (1 persoană). 

## Personalități
- Dionisie Bejan (1837–1923) - teolog, publicist si om politic român, președinte (1900 – 1920) al Societătii pentru Cultura și Literatura Română în Bucovina, președinte al Societății mazililor și răzeșilor din Bucovina, redactor-șef al ziarului Glasul Bucovinei, deputat in Dieta Bucovinei, președinte al Consiliului Național Român al Bucovinei care a votat unirea Bucovinei cu România, născut la Stăuceni